# Wilson Fache
Wilson Fache est un journaliste reporter indépendant belge, né le 5 octobre 1992, récompensé par le prix Albert-Londres en 2023.

## Biographie et carrière
Après des études à l'IHECS, école de journalisme de Bruxelles, qui se concluent par un master de journalisme international, il complète sa formation par des cours de reportage en zone de crise au Dart Center for Journalism and Trauma (en) de New York, puis commence un master en études de guerre au King's College de Londres.
C'est un stage à l'Agence France-Presse de Nicosie, suivi d'un autre au sein du quotidien francophone libanais L'Orient-Le Jour, qui orienteront sa carrière vers le journalisme indépendant de grand reportage.
Il couvre d'abord, en Irak, la guerre contre Daesh et la bataille de Mossoul,,,,
,.
Puis il réalise des reportages en Syrie, Afghanistan, en Israël, dans la bande de Gaza et en Ukraine en guerre.
En 2024, il poursuit ses reportages au Proche-Orient,,.

### Famille
Wilson Fache est le petit-fils d'Adrien Fache.

## Récompenses
- 2019 : prix Bayeux des jeunes correspondants de guerre, pour certains de ses reportages dans la bande de Gaza[11],[1],[12]
- 2023 : prix Albert-Londres[13] pour ses reportages sur l’Afghanistan (Libération[14] et L'Écho), la gare routière de Tel Aviv (Mouvement.net[15]) et l’Ukraine (L'Écho)[16],[17]